# Andreas Wagner
Andreas Wagner (Magonza, 8 aprile 1974) è uno scrittore tedesco.
Possiede un'azienda vinicola a Essenheim, nella regione dell'Assia Renana nota per la produzione di vino.

## Biografia
Wagner ha studiato storia all'Università di Lipsia e all'Università Carolina di Praga. Una volta ritornato a Lipsia, ha conseguito il dottorato nel 2003 con una tesi sugli albori della Germania nazista. Tornato in seguito ad Essenheim, nel 2004 è stato assunto come docente presso l'Università Johannes Gutenberg di Magonza.
I suoi romanzi gialli pubblicati dalle case editrici Leinpfad Verlag e Piper Verlag traggono ispirazione dal territorio della sua regione, ovvero l'Assia Renana. Le sue opere rientrano nel genere del "giallo regionale", una versione del giallo tradizionale. Il suo romanzo di debutto Herbstblut (2007) possiede numerosi riferimenti all'Assia Renana e alla produzione vinicola.  Inoltre Wagner ha pubblicato altri sette romanzi, tutti con lo stesso commissario come protagonista.

## Vita privata
Sposato con quattro figli, Wagner gestisce insieme ai suoi due fratelli l'azienda vinicola dei genitori ad Essenheim.

## Opere

### Romanzi
- Auslese feinherb, 2010
- Landeier, 2013
- Galgenbusch, 2015
- Die Präparatorin. Emons Verlag, Köln 2020, ISBN 978-3-7408-0829-7.

La serie di Kendzierski
- Herbstblut. Ein Weinkrimi. Neuaufl. Piper, München 2009, ISBN 978-3-492-25438-0.
- Abgefüllt. Ein Weinkrimi. Leinpfad Verlag, Ingelheim 2008, ISBN 978-3-937782-73-7.
- Gebrannt. Ein Weinkrimi aus Rheinhessen. Leinpfad Verlag, Ingelheim 2009, ISBN 978-3-937782-85-0.
- Letzter Abstich. Ein Weinkrimi. Leinpfad Verlag, Ingelheim 2010, ISBN 978-3-942291-08-8.
- Hochzeitswein. Ein Krimi. Leinpfad Verlag, Ingelheim 2011, ISBN 978-3-942291-21-7.
- Schlachtfest. Leinpfad Verlag, Ingelheim 2012, ISBN 978-3-942291-47-7.
- Vatertag. Leinpfad Verlag, Ingelheim 2014, ISBN 978-3-942291-83-5.
- Stauhitze. Leinpfad Verlag, Ingelheim 2016, ISBN 978-3-945782-12-5.

La serie di Hattemer
- Winzersterben, 2015
- Winzerrache, 2017
- Winzerwahn, 2018
- Winzerschuld, 2020

### Saggistica
- Mutschmann gegen von Killinger. Konfliktlinien zwischen Gauleiter und SA-Führer während des Aufstiegs der NSDAP und der „Machtergreifung“ in Sachsen. Sax-Verlag, Beucha 2001, ISBN 3-934544-09-6.
- Machtergreifung“in Sachsen. NSDAP und staatliche Verwaltung 1930–1935. Böhlau, Köln 2004, ISBN 3-412-14404-5 (zugl. Dissertation, Leipzig 2003).
- mit Mike Schmeitzner (Hrsg.): Von Macht und Ohnmacht. Sächsische Ministerpräsidenten im Zeitalter der Extreme 1919–1952. Sax-Verlag, Beucha 2006, ISBN 3-934544-75-4.